# Weather Report (album, 1982)
Cet article concerne l'album de 1982 de Weather Report. Pour l'album de 1971 de Weather Report, voir Weather Report.
Albums de Weather Report
Night Passage
(1980) Procession
(1983)
Weather Report est le 12ième album du groupe de jazz fusion éponyme paru en 1982.

## Liste des titres
| No | Titre                                             | Auteur                                                                       | Durée |
| -- | ------------------------------------------------- | ---------------------------------------------------------------------------- | ----- |
| 1. | Volcano for Hire                                  | Joe Zawinul                                                                  | 5:25  |
| 2. | Current Affairs                                   | Joe Zawinul                                                                  | 5:54  |
| 3. | N.Y.C. (41st Parallel/The Dance/Crazy About Jazz) | Joe Zawinul                                                                  | 10:11 |
| 4. | Dara Factor One                                   | Joe Zawinul                                                                  | 5:25  |
| 5. | When It Was Now                                   | Wayne Shorter                                                                | 4:45  |
| 6. | Speechless                                        | Joe Zawinul                                                                  | 5:58  |
| 7. | Dara Factor Two                                   | Joe Zawinul, Wayne Shorter, Jaco Pastorius, Peter Erskine, Robert Thomas Jr. | 4:27  |

## Personnel
- Josef Zawinul – Claviers, piano, synthés pour cuivres et cordes, clay drum, batterie électronique, percussions, chant
- Wayne Shorter – Saxophones
- Jaco Pastorius – Basse, percussions, chant
- Peter Erskine – Batterie, batterie électronique, claves
- Robert Thomas Jr.– Percussions